# Mistrzostwa Europy w Boksie 1967
XVII Mistrzostwa Europy w Boksie (mężczyzn) odbyły się w dniach 25 maja – 2 czerwca 1967 w Rzymie. Startowało 171 uczestników z 26 państw, w tym dziesięciu reprezentantów Polski.

## Medaliści

### Waga musza
| Złoto                    | Srebro                   | Brąz                                       |
| ------------------------ | ------------------------ | ------------------------------------------ |
| Hubert Skrzypczak Polska | Constantin Ciucă Rumunia | Piotr Gorbatow ZSRR · Engin Yadigar Turcja |

### Waga kogucia
| Złoto                | Srebro            | Brąz                                          |
| -------------------- | ----------------- | --------------------------------------------- |
| Nicolae Gîju Rumunia | Horst Rascher RFN | Nikoła Sawow Bułgaria · Bruno Pieracci Włochy |

### Waga piórkowa
| Złoto                | Srebro             | Brąz                                                  |
| -------------------- | ------------------ | ----------------------------------------------------- |
| Ryszard Petek Polska | Seyfi Tatar Turcja | Iwan Michajłow Bułgaria · Jean-Louis De Souza Francja |

### Waga lekka
| Złoto                 | Srebro                    | Brąz                                  |
| --------------------- | ------------------------- | ------------------------------------- |
| Józef Grudzień Polska | Zvonimir Vujin Jugosławia | Dieter Dunkel NRD · László Gula Węgry |

### Waga lekkopółśrednia
| Złoto               | Srebro             | Brąz                                  |
| ------------------- | ------------------ | ------------------------------------- |
| Walerij Frołow ZSRR | Jerzy Kulej Polska | János Kajdi Węgry · Peter Tiepold NRD |

### Waga półśrednia
| Złoto                          | Srebro            | Brąz                                    |
| ------------------------------ | ----------------- | --------------------------------------- |
| Bohumil Němeček Czechosłowacja | Manfred Wolke NRD | Ion Hodosan Rumunia · István Gáli Węgry |

### Waga lekkośrednia
| Złoto               | Srebro                   | Brąz                                                 |
| ------------------- | ------------------------ | ---------------------------------------------------- |
| Wiktor Agiejew ZSRR | Witold Stachurski Polska | Ion Covaci Rumunia · Vojtech Stantien Czechosłowacja |

### Waga średnia
| Złoto               | Srebro                 | Brąz                                                |
| ------------------- | ---------------------- | --------------------------------------------------- |
| Mario Casati Włochy | Aleksiej Kisielow ZSRR | Gheorghe Chivar Rumunia · Jan Hejduk Czechosłowacja |

### Waga półciężka
| Złoto                | Srebro           | Brąz                                    |
| -------------------- | ---------------- | --------------------------------------- |
| Danas Pozniakas ZSRR | Peter Gerber RFN | Ion Monea Rumunia · Cosimo Pinto Włochy |

### Waga ciężka
| Złoto                | Srebro                  | Brąz                                        |
| -------------------- | ----------------------- | ------------------------------------------- |
| Mario Baruzzi Włochy | Peter Boddington Anglia | Kirił Pandow Bułgaria · Jürgen Schlegel NRD |

## Występy Polaków
- Hubert Skrzypczak (waga musza) wygrał w eliminacjach z Osmanem Amziciem (Jugosławia), w ćwierćfinale z Brendanem McCarthym (Irlandia), w półfinale z Piotrem Gorbatowem (ZSRR) i w finale z Constantinem Ciucą (Rumunia) zdobywając złoty medal
- Jan Gałązka (waga kogucia) wygrał w eliminacjach z Olegiem Grigorjewem (ZSRR), a w ćwierćfinale przegrał z Nicolae Gîju (Rumunia)
- Ryszard Petek (waga piórkowa) wygrał w eliminacjach z Miodragiem Omeroviciem (Jugosławia), w ćwierćfinale z Aleksandrem Kovacsem (Czechosłowacja), w półfinale z Jeanem-Louisem De Souzą (Francja) i w finale z Seyfim Tatarem (Turcja) zdobywając złoty medal
- Józef Grudzień (waga lekka) wygrał w eliminacjach z Pierem Doorenboschem (Holandia) i Karim Meronenem (Finlandia), w ćwierćfinale z Enzo Petriglią (Włochy), w półfinale z László Gulą (Włochy) i w finale z Zvonimirem Vujinem (Jugosławia) zdobywając złoty medal
- Jerzy Kulej (waga lekkopółśrednia) wygrał w eliminacjach z Henrym Joyce (Szkocja), w ćwierćfinale z Vladimírem Kučerą (Czechosłowacja), w półfinale z Jánosem Kajdim (Węgry), a w finale przegrał z Walerijem Frołowem (ZSRR) zdobywając srebrny medal
- Wiesław Rudkowski (waga półśrednia) przegrał pierwszą walkę w eliminacjach z Manfredem Wolke (NRD)
- Witold Stachurski (waga lekkośrednia) wygrał w eliminacjach z Imre Nagym (Węgry), w ćwierćfinale z Rainerem Saltzburgerem (Austria), w półfinale z Vojtechem Stantienem (Czechosłowacja), a w finale przegrał z Wiktorem Agiejewem (ZSRR) zdobywając srebrny medal
- Czesław Ptak (waga średnia) przegrał pierwszą walkę w eliminacjach z Aleksiejem Kisielowem (ZSRR)
- Stanisław Dragan (waga półciężka) przegrał pierwszą walkę w eliminacjach z Ionem Moneą (Rumunia)
- Lucjan Trela (waga ciężka) wygrał w eliminacjach z Dennisem Avothem (Walia), a w ćwierćfinale przegrał z Mario Baruzzim (Włochy)